# Prostitution in Kirgisistan

Rechtliche Situation der Prostitution in Asien. (Rot = Verboten, Grün = Legal und reguliert, Blau = Legal, aber organisierter Betrieb verboten)

Die Prostitution in Kirgisistan ist seit 1998 legal, aber der Betrieb von Bordellen, Zuhälterei und die Rekrutierung von Personen für die Prostitution sind illegal und mit Freiheitsstrafe von bis zu fünf Jahren bedroht. Es leben schätzungsweise 7100 Prostituierte in Kirgisistan. Prostitution findet auf der Straße, in Bars, Hotels und Bordellen statt.
Genau wie in den anderen Staaten Zentralasiens hat die Prostitution nach Zerfall der Sowjetunion zugenommen und Sexhandel ist ein Problem im Land. Die Prostitution wurde für den Anstieg von AIDS verantwortlich gemacht. Die HIV-Prävalenz unter Sexarbeiterinnen beträgt 2 %.

## Strafverfolgung
Nichtregierungsorganisationen (NGOs) und Sexarbeiterinnen melden Belästigung und Korruption durch Strafverfolgungsbehörden und erzwungene Gesundheitskontrollen. Seit der Einrichtung der „Abteilung zur Bekämpfung von Menschenhandel und Verbrechen gegen die öffentliche Moral“ der Polizei im Jahr 2013 hat sich die Situation verschlechtert. In der Prawda-Straße, dem ehemaligen Rotlichtviertel der Hauptstadt Bischkek, gibt es jetzt keine Prostituierten mehr. Ein paar „Mamochki“ (Madams) sind auf der Straße, die Dirnen sind in nahe gelegenen Hotels.
Kirgisische Polizeibeamte beuten angeblich Opfer von Frauenhandel, darunter einige unter 18 Jahren, für Sex aus. Es bestehen weiterhin Bedenken hinsichtlich des Fehlverhalten und der Korruption der Polizei, einschließlich der Vorwürfe, dass die Polizei die Frauen, einschließlich Minderjährige, bedroht und erpresst. Außerdem gibt es Berichte, dass die Polizei Bestechungsgelder von mutmaßlichen Menschenhändlern akzeptiert, um Fälle fallen zu lassen.

## Tais Plus
Die NGO Tais Plus (kirgisisch Таис Плюс) ist eine Organisation, die sich für die Rechte von Prostituierten einsetzt und sie unterstützt und aufklärt.
Die Organisation wurde 1997 von einer Gruppe von Prostituierten als „Gewerkschaft“ gegründet. Im Jahr 2000 wurde sie als NGO registriert und erhielt den Status einer öffentlichen Organisation.
Tais Plus war 2005 erfolgreich gegen eine Gesetzesänderung, die die Prostitution unter Strafe stellte, und 2012 erneut gegen eine vorgeschlagene Änderung, um Prostitution zu einer Ordnungswidrigkeit zu machen.
Schätzungen zufolge haben etwa 90 % der Prostituierten in Kirgisistan das Outreach-Projekt der Organisation erreicht.